# Cido Arena
La Cido Arena è un'arena coperta di pallacanestro, situata a Panevėžys, in Lituania.
L'impianto ospita le partite casalinghe del Lietkabelis.